# Namibia Post and Telecommunications Holdings
Die Namibia Post and Telecommunications Holdings (NPTH) ist das staatliche Dachunternehmen verschiedener Telekommunikations- und Postunternehmen in Namibia.
Es hat seinen Sitz in der namibischen Hauptstadt Windhoek. NPTH wird von CEO Frans Ndoroma geleitet, der gleichzeitig Generaldirektor der Telecom Namibia ist.
Nach Übernahme des einzigen privaten Mobilfunkanbieters TN Mobile durch Telecom Namibia 2012 hat die namibische Wettbewerbsbehörde die Auflösung der staatlichen Holdinggesellschaft zur Bedingung gemacht. Im Juli 2014 wurde diese Auflösung von der Regierung Namibias bestätigt. Im Mai 2014 rief der Informationsminister den Vorstand der NPTH auf, diese bis spätestens 2017 zu liquidieren. Mit Stand Ende 2021 ist dies nicht geschehen.
Zur NPTH gehören die nachstehenden selbständigen Staatsunternehmen:
- Namibia Post – Postunternehmen
- MTC Namibia – Mobilfunkbetreiber
- Telecom Namibia – Telekommunikationsunternehmen
  - TN Mobile – Mobilfunkbetreiber